# Lambert Sonna Momo
Lambert Sonna Momo est un universitaire, spécialiste en cybersécurité, chercheur et entrepreneur suisse d'origine camerounaise.
Il est connu pour ses travaux dans l'identification électronique par la biométrie, notamment la reconnaissance veineuse.

## Biographie
Lambert Sonna Momo fait partie des 52 personnalités les plus notables de l'École polytechnique fédérale de Lausanne selon le classement Edurank.

### Enfance, formation et débuts
Lambert Sonna Momo est né le 8 août 1970 au Cameroun. Après un bachelor en mathématiques à l'Université de Yaoundé en 1993, il poursuit ses études avec deux masters obtenus à l'École polytechnique fédérale de Lausanne, l'un en ingénierie logicielle en 2001 et l'autre en système d'information en 2003.
Il passe son doctorat en information et système de sécurité à l'Université de Lausanne en 2008 et enseigne jusqu'en 2014 sur les thématiques en lien avec la sécurité informatique et la protection des données privées,.

### Parcours professionnel

#### Enseignement
Professeur spécialiste de la cybersécurité, il rassemble dans un ouvrage des procédures essentielles à mettre en place pour assurer et suivre l'évolution de la stratégie de sécurité informatique dans des organisations.

#### Recherches et brevets d'inventions
Lambert Sonna Momo révolutionne la biométrie et l'authentification avec la reconnaissance veineuse.
En 2016, il rassemble une équipe pluridisciplinaire, spécialisée dans les domaines de la biométrie avec le Dr. Sébastien Marcel de l'Idiap Research Institut, de la cryptographie avec le professeur Serge Vaudenay, directeur du Laboratoire de sécurité et de cryptographie de l'EPFL, de l’électronique avec le Dr. Pierre Roduit de la HES-SO Valais et de la microtechnologie avec Éric Grenet du Centre suisse d'électronique et de microtechnique. Cette équipe dépose des brevets autour d'une nouvelle technique d'identification biométrique, fondée sur la reconnaissance des veines en trois dimensions. La philosophie sur laquelle repose cette nouvelle technique et son approche allient sécurité des données et respect de la sphère privée,,,,,. Le chiffrement fort des projets BioID et BioLocker est réalisé en collaboration avec le professeur Serge Vaudenay et ses équipes du LASEC/EPFL,.
Un premier brevet vulgarise la méthode de reconnaissance et d'identification biométrique à partir du scan des veines du doigt,. D'abord validé en Suisse, il fait l'objet d'une protection internationale selon le système international des brevets (PCT) auprès de l'Organisation mondiale de la propriété intellectuelle, avec une protection validée aux États-Unis, en Europe et à Hong-Kong. Le second brevet validé en Suisse porte sur l'identité électronique incluant le scanner pour l'authentification des usagers. Il est aussi l'objet d'une protection internationale. Le troisième brevet validé en Suisse concerne le contrôle d'accès à partir de la reconnaissance biométrique à partir de l'empreinte veineuse.
En 2020, la Confédération suisse, par l'intermédiaire de son organe de référence pour l'innovation, Innosuisse, octroie une subvention d'un million de francs suisses pour le développement avec l'IDIAP, d'un scanner du réseau veineux sans contact,,.

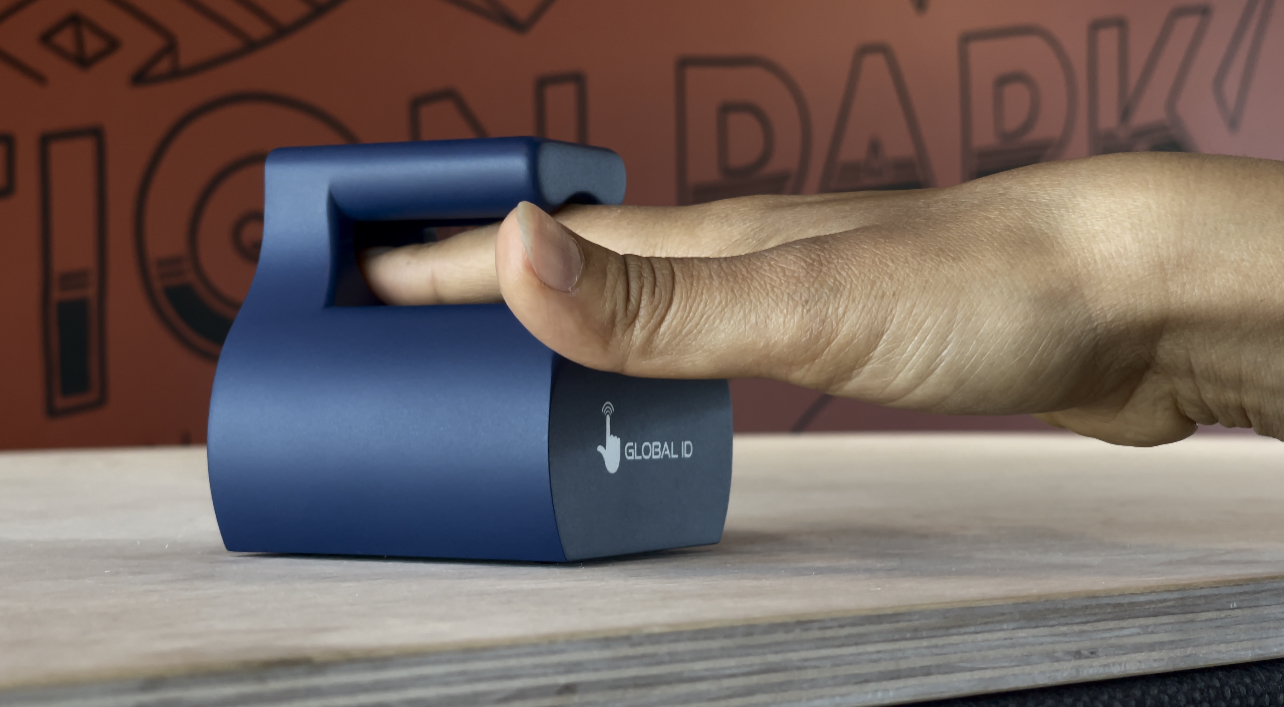
VenoScanner

En 2021, la presse spécialisée dans les technologies de biométrie considère la reconnaissance veineuse comme étant la plus éthique expliquant que la clé est cachée,,,. 
Lambert Sonna Momo est aussi fondateur de Global ID SA, une entreprise dérivée de l’EPFL qui apporte cette technologie d’identification biométrique sur le marché,,.
Il est l'inventeur du VenoScanner,,,,.

## Engagement

### Politique
Lambert Sonna Momo est un membre actif du parti le centre, il est candidat aux élections des députés du grand conseil de Fribourg en novembre 2021. 

### Organisation
En 2022, il devient le premier président exécutif de la Chambre professionnelle internationale des conseillers exécutifs d’état. 
Il siège également au conseil d’administration du Grandon institut, Cabinet d'expertise libérale dans l'ingénierie financière des États.

## Œuvres
- Tableaux de bord dynamiques: une approche à base d'ontologies, 2011[40],[41].

## Distinctions
- 2021: Lauréat de la 2e édition du Cameroon Digital Boost à Douala[3],[2],[6]
- 2013: Citoyen d'honneur de la ville de Douala pour services rendus.
- 2022: Désigné chef de la communauté Bangang en Suisse[42]